# Culicoides fragmentum
Culicoides fragmentum är en tvåvingeart som beskrevs av Tokunaga 1962. Culicoides fragmentum ingår i släktet Culicoides och familjen svidknott. Inga underarter finns listade i Catalogue of Life.